# 柄锈菌亚门
柄锈菌亚门（学名：Pucciniomycotina）是属于担子菌门的一个亚门。据《真菌词典》（Dictionary of the Fungi）统计，该亚门共包括8个纲、18个目、36个科。

## 分类
- 伞型束梗孢菌纲（Agaricostilbomycetes）
- 小纺锤菌纲（Atractiellomycetes）
- Classiculomycetes
- 隐菌寄生菌纲（Cryptomycocolacomycetes）
- 囊担子菌纲（Cystobasidiomycetes）
- 小葡萄菌纲（Microbotryomycetes）
- 混合菌纲（Mixiomycetes）
- 柄锈菌纲（Pucciniomycetes）